# شهرستان راکینگهام (کارولینای شمالی)
شهرستان راکینگم، کارولینای شمالی (به انگلیسی: Rockingham County, North Carolina) یک سکونتگاه مسکونی در ایالات متحده آمریکا است که در کارولینای شمالی واقع شده‌است.

## خصوصیات
شهرستان راکینگم ۱٬۴۸۱٫۴۸ کیلومترمربع مساحت دارد.